# Bob na Zimskih olimpijskih igrah 1980
Bob na Zimskih olimpijskih igrah 1980.

## Rezultati

### Dvosed
| Poz | Ekipa                                                            | Čas     |
| --- | ---------------------------------------------------------------- | ------- |
| 1   | Švica (Erich Schärer, Josef Benz)                                | 4:09,36 |
| 2   | Vzhodna Nemčija II (Bernhard Germeshausen, Hans-Jürgen Gerhardt) | 4:10,93 |
| 3   | Vzhodna Nemčija I (Meinhard Nehmer, Bogdan Musiol)               | 4:11,08 |

### Štirised
| Poz | Ekipa                                                                                           | Čas     |
| --- | ----------------------------------------------------------------------------------------------- | ------- |
| 1   | Vzhodna Nemčija I (Meinhard Nehmer, Bogdan Musiol, Bernhard Germeshausen, Hans-Jürgen Gerhardt) | 3:59,92 |
| 2   | Švica (Erich Schärer, Ulrich Bächli, Rudolf Marti, Josef Benz)                                  | 4:00,87 |
| 3   | Vzhodna Nemčija II (Horst Schönau, Roland Wetzig, Detlef Richter, Andreas Kirchner)             | 4:00,97 |